# Daniel Lundh
Daniel Lundh (* 1994 in Malmö, Schweden) ist ein französisch-schwedischer Schauspieler und Schriftsteller, der bekannt ist für Marokko: Liebe in Zeiten des Krieges.

## Leben
Daniel Lundh wurde 1994 in Malmö als Sohn eines Schweden und einer Französin geboren. Anfangs wuchs er in Schweden auf und mit sieben Jahren zog er nach Paris.
Nach seinem Schulabschluss ging er nach New York und besuchte das Lee Strasberg Theatre and Film Institute und am HB Studio. Nach einer kurzen Rückkehr nach Paris zog er nach London, wo er drei Jahre blieb und auf der Bühne und in verschiedenen britischen Fernsehserien auftrat.
2006 hatte er sein Filmdebüt in O Jerusalem. Für den Kurzfilm The Ghost Day verfasste er das Drehbuch. In der spanischen Historien-Drama-Fernsehserie Marokko: Liebe in Zeiten des Krieges spielte er die Rolle des Larbi Al Hamza.

## Filmografie
- 2004: Hollyoaks
- 2006: Ô Jérusalem
- 2007: Ich denk an Dich, Paloma (Délice Paloma)
- 2024: It’s a Good Day to Die
- 2008: Die Husseins: Im Zentrum der Macht (House of Saddam)
- 2009: Les Héritières
- 2010: 22 Bullets (L’immortel)
- 2011: Midnight in Paris
- 2011: Rouge Diamant
- 2011: Interpol
- 2011: Puerto Ricans in Paris
- 2017: Marokko: Liebe in Zeiten des Krieges (Tiempos de guerra)
- 2017: Velvet Collection (Velvet Colección)
- 2019: Coup de foudre en Andalousie
- 2019–2020: High Seas (Alta Mar)
- 2020: El Guardián
- 2022: Now and Then
- 2023: Fiancés malgré eux
- 2023: Ancient Empires
- 2023: Sun, Rosé and Romance
- 2023: A Paris Propasal - Ein funkelndes Versprechen
- 2023: Imperien der Antike
- 2024: FBI: International
- 2025: A Working Man